# Helden des Olymp – Der Sohn des Neptun
Der Sohn des Neptun aus der Reihe Helden des Olymp (Originaltitel: The Heroes of Olympus: The Son of Neptune) ist ein Fantasy-Jugendbuch des Schriftstellers Rick Riordan. Das Original wurde im Jahr 2011 veröffentlicht. Es ist die Fortsetzung der Erzählung Der verschwundene Halbgott und zugleich der zweite Band der Romanreihe.

## Hintergrund
Das Buch erschien 2011 und wurde 2012 auch in der deutschen Fassung veröffentlicht. Es wurde von mehreren US-amerikanischen Medien in die Liste der Bestseller aufgenommen. Unter anderem landete es 2011 auf Platz 1 der Bestseller der Zeitschrift USA Today, und auf Platz 2 bei den „best selling books“ des The Wall Street Journal in den Rubriken „Hardcover Fiction“ und „Fiction Combined“. The New York Times listete das Buch im April 2012 auf Platz 4 in der Kategorie „Children’s Chapter Books“. Die Geschichte wird in der dritten Person aus der Sicht der drei Halbgötter erzählt. Die Hauptpersonen sind Percy Jackson, ein Sohn des Poseidon (wird aber erstmal für einen Sohn des Neptun gehalten), Frank Zhang, ein Sohn des Mars und Hazel Levesque, eine Tochter des Pluto.

## Handlung
Percy Jackson wacht ohne Erinnerungen an sein bisheriges Leben auf. Er gelangt in das „Camp Jupiter“, wo er mit viel Misstrauen aufgenommen wird. Kurz zuvor begegnete ihm die Göttin Juno und verlangte, dass er sie über den Kleinen Tiber trägt. Im Camp freundet er sich mit Hazel Levesque, einer Tochter des Pluto, und Frank Zhang, einem Sohn des Mars, an. Frank Zhang erhält von seinem Vater den Auftrag, ins Land jenseits der Götter zu gehen, um dort den gefangenen Totengott Thanatos zu befreien und den Giganten Alkyoneus zu besiegen. Ihnen bleibt jedoch nur Zeit bis zum Fest der Fortuna am 24. Juni. Gemeinsam mit Percy und Hazel begibt sich Frank daher nach Alaska. Auf dem Weg erlangt Percy Jackson seine Erinnerungen zurück, da er Gorgonenblut aus der rechten Körperhälfte getrunken hat, was eine Heilung bewirkt. Hazel Levesque ist eine tote Seele aus dem Jahr 1942, die aus der Unterwelt zurückgekehrt ist. Sie hat mit ihrem Tod dafür gesorgt, dass der Gigant Alkyoneus nicht erwacht, obwohl sie zuvor, von Gaia gezwungen, versucht hatte, diesen zu erwecken. Franks Leben scheint hingegen an ein Holzscheit gebunden zu sein: Verbrennt der Stock, so verbrennt auch Franks Seele. Mit einem Teil seines Seelenfeuers befreit Frank Thanatos von seinen Ketten und erkennt so seine Gabe. Er kann sich in Tiere verwandeln, da er ein Nachfahre des Periklymenos (und damit auch des Poseidon) ist, der die gleiche Gabe hatte. Hazel und Frank töten den Riesen und kehren rechtzeitig ins Camp Jupiter zurück, wo der Riese Polybotes mit einem Heer gegen die Römer kämpft. Percy Jackson und der Gott Terminus töten ihn und schlagen mithilfe der Amazonen das Monsterheer. Am Ende der Geschichte wird Percy zum Prätor befördert und überzeugt die Römer, dass ein Kriegsschiff der Griechen auf römischem Gebiet landen darf.

## Figuren

### Halbgötter
- Percy Jackson, Sohn des Poseidon. Er kommt im Buch ohne Erinnerung ins Camp Jupiter. Er trägt die Göttin Juno über den Tiber und verliert im Tiber den Fluch des Achilles. Er wird von den römischen Halbgöttern widerstrebend aufgenommen und unterstützt nach einer Anweisung des Kriegsgottes Mars Hazel und Frank bei ihrem Einsatz. Am Ende des Buches wird er zum Prätor befördert und offenbart den Römern die Existenz von Camp Half-Blood.

- Hazel Levesque, Tochter des Pluto. Sie ist eigentlich 1943 gestorben, wurde aber von ihrem Halbbruder Nico zurück ins Leben geholt und nach Camp Jupiter gebracht. Sie half einst Alkyoneus zu erwachen, stoppte sein Erwachen dann aber mit ihrem Tod. Sie verliebt sich im Laufe des Buches in Frank und unterstützt ihn bei seinem Einsatz.

- Frank Zhang, Sohn des Mars. Er kommt nach dem Tod seiner Mutter nach Camp Jupiter. Sein Leben hängt an einem Stück Holz; verbrennt es, muss er sterben. Dieses Schicksal ist an massive Fähigkeiten geknüpft, sich in Tiere zu verwandeln. Erst mit der Hilfe seiner Großmutter versteht er allerdings die Gabe des Periklymenos. Er leitet den Auftrag zur Rettung des Todes und befreit diesen schließlich mit seiner Lebensflamme.

- Nico di Angelo, Sohn des Hades. Er gibt sich in Camp Jupiter als Botschafter Plutos aus und kommt nur manchmal ins Camp. Als er Percy im Camp sieht, erschrickt er. Im Laufe des Buches wird auch den anderen Charakteren deutlich, dass er eigentlich ein griechischer Halbgott ist und Percy bereits aus dem anderen Camp kannte.

- Reyna Avira Ramírez-Arellano, Tochter der Bellona und Schwester von Hylla Ramírez-Arellano. Sie ist Prätorin des römischen Camps und seit dem Verschwinden von Jason Grace alleinige Anführerin des Camps. Sie gestattet den Auftrag von Frank, Percy und Hazel und stimmt zu Ende auch dem Landen der Argo II im Camp zu. Sie bietet Percy bereits zu Beginn des Buches an, ihr Mitprätor zu werden, dieser lehnt allerdings ab. Es zeigt sich, dass sie und Percy sich bereits auf der Insel der Circe begegnet sind (siehe Percy Jackson – Im Bann des Zyklopen) und dass ihre Schwester Anführerin der Amazonen ist.

- Octavian, Nachkomme des Apollo. Er ist der Augur des römischen Camps. Er strebt die Nachfolge Jasons an und versucht Hazel zu bestechen, damit diese ihn unterstützt. Er und Percy entwickeln eine Feindschaft, da Octavian Griechen als Feinde empfindet und Percy ihm den Prätoren-Posten wegschnappt.

- Hylla Ramírez-Arellano, Tochter der Bellona und Schwester von Reyna Avira Ramírez-Arellano. Sie ist die Anführerin der Amazonen. Percy, Frank und Hazel besuchen sie in Seattle, um sie um Hilfe zu bitten. Da Percy einst die Insel der Circe zerstörte, möchte sie ihn töten und nur Reynas Ring hält sie davon ab. Sie wird durch Altkönigin Otrera zum Duell herausgefordert und unterstützt daher Hazels Auftrag. Es gelingt Hazel, den Hengst Arion zu befreien. Hylla schafft es, Otrera zweimal zu besiegen und dem römischen Camp zu Hilfe zu kommen.

- Jason Grace, Sohn des Jupiter. Wird nur erwähnt. Verschollener Prätor des römischen Camps.

- Annabeth Chase, Tochter der Athene. Wird nur erwähnt. Freundin von Percy und mehrfacher Ansporn von ihm, nicht aufzugeben. Half Percy beim Zerstören von Circes Insel.

- Bianca di Angelo, Tochter des Hades. Wird nur am Rande erwähnt. Tote Schwester von Nico (siehe Percy Jackson – Der Fluch des Titanen).

### Götter
- Lupa (römische Wolfsgöttin)
- Juno
- Mars
- Thanatos
- Terminus
- Iris
- Hades
- Jupiter

### Giganten
- Polybotes
- Alkyoneus

## Ausgaben
- Rick Riordan: The Son of Neptune. Disney/Hyperion Books, New York 2011, ISBN 1-4231-4059-1.
- Rick Riordan: Der Sohn des Neptun. In: Helden des Olymp. Band 2. Carlsen, Hamburg 2013, ISBN 978-3-551-55602-8.